# Казнь Марии Шотландской
«Казнь Марии Шотландской» (англ. Execution of Mary, Queen of Scots или англ. The Execution of Mary Stuart) — немой короткометражный фильм компании Эдисона, снятый в 1895 году для демонстрации с помощью кинетоскопа.

## Сюжет
Фильм иллюстрирует известный исторический эпизод казни Марии Стюарт по приказу королевы Елизаветы Английской 8 февраля 1587 года.
Сюжет 21-секундного фильма укладывается всего в несколько движений: Мария подходит к плахе, вокруг которой стоят стражники и дворяне, кладёт на неё голову; палач размахивается и наносит удар топором, а затем поднимает и показывает отрубленную голову.

## Создание и значение

Кадры из фильма

Фильм был снят в августе 1895 года. Его сняли одним общим планом, но с использованием стоп-кадра (комбинированной съёмки): перед ударом топором камеру остановили, актёра Роберта Томаэ, игравшего Марию, заменили манекеном, которому палач и отрубил голову после запуска камеры. Судя по всему, это один из самых ранних (примерно за год до Мельеса) примеров сознательного применения стоп-кадра и/или монтажа при киносъёмке одного эпизода.
«Казнь Марии Шотландской» считается первым в истории постановочным фильмом, снятым с привлечением профессиональных актёров.
Картина производила сильное впечатление на зрителей: некоторые были уверены, что во время съёмок по-настоящему обезглавили женщину.